# Safe space

Un triangle rose inversé entouré d'un cercle vert, symbolisant l'alliance avec les droits des homosexuels et les espaces sans homophobie.

Un safe space (expression anglaise signifiant littéralement « espace sûr »), également appelé espace positif, zone neutre ou espace sécuritaire, désigne un environnement permettant aux personnes marginalisées, à cause d'une ou de plusieurs appartenances à certains groupes sociaux, de se réunir afin de s'exprimer sur leurs expériences d'exclusion sociale. Il s'inscrit dans une démarche d'empowerment et permet aux participants de ne pas avoir à être confrontés aux réactions négatives généralement dominantes à leur sujet.
Les safe spaces seraient apparus dans le milieu des années 1960 aux États-Unis, et auraient tout d'abord concerné des lieux physiques fréquentés par les personnes de la communauté LGBT+ puis des mouvements féministes dans les années 1960 et 1970, avant de s'étendre aux espaces destinés à l'enseignement académique et à certains espaces virtuels sur internet. Ces termes sont également utilisés pour indiquer qu'un enseignant, un établissement d'enseignement ou un corps étudiant ne tolèrent pas la violence anti-LGBT, le harcèlement ou les discours de haine ; le but étant de créer un espace sûr pour tous les étudiants gays, lesbiennes, bisexuels et transgenres. 
L'idée de safe space est cependant critiquée comme étant un frein à la liberté d'expression,,.

## Définition et caractéristiques
Un safe space peut se définir comme un environnement dans lequel chacun se sent à l'aise pour s'exprimer et participer pleinement, sans avoir la crainte d'être attaqué, tourné en ridicule ou de voir son expérience niée. Dans le cadre d'une classe, il s'agit d'un espace dans lequel une personne se sent protégée de blessures psychologiques ou émotionnelles. Il ne s'agit cependant pas d'un espace exempt de toute expérience négative, susceptible de susciter de l'inconfort, un sentiment de lutte ou de douleur,.
Les safe spaces sont ainsi employés par des membres de groupes sociaux perçus comme victimes d'oppression : femmes, personnes perçues selon leurs couleurs de peau comme victime de racisme, personnes appartenant à des minorités sexuelles ou de genre, atteintes de handicap, etc. Les safe spaces peuvent être matérialisés par des endroits physiques désignés comme tels, notamment au sein d'un milieu académique (classe, campus universitaire) ou d'un milieu associatif (associations LGBT+, féministes ou de victimes, groupes de parole…) par exemple. Il peut également s'agir d'endroits virtuels comme certains forums de discussion. 

## Historique

### Apparition
Le concept est originaire des États-Unis, issu du mouvement de libération des femmes mais aussi du mouvement des droits civiques, où le safe space « implique un certain permis de parler et d'agir librement, représente une force collective et génère des stratégies de résistance… un moyen plutôt qu'une fin, et pas seulement un espace physique, mais aussi un espace créé par la rencontre de femmes à la recherche d'une communauté ». Les premiers safe spaces étaient des bars gays et des groupes de sensibilisation.
En France, la revendication d'espaces non mixtes, ancêtres des safe spaces[réf. nécessaire], dans le mouvement féministe et la théorisation de ce concept comme outil d'émancipation politique remontent aux années 1970, époque de la fondation du MLF,. Les femmes souhaitaient alors s'affranchir de leurs alliés politiques, qui ne leur laissaient pas d'espace d'expression jugé suffisant. Des féministes du mouvement Nuit debout ont également créé des espaces non mixtes, et ont à nouveau constaté que le rejet venait souvent des personnes mêmes qui les auraient empêché de s'exprimer publiquement.

### Utilisations actuelles

#### Canada
Les initiatives d'espaces positifs sont répandues dans les établissements d'enseignement supérieurs partout au Canada, y compris à l'Université McGill, l'Université de Toronto, au Collège Algonquin, à l'Université de Colombie-Britannique et à l'Université Queen's,,. Les safe spaces sont de plus documentés comme espaces de production d'un contre-public intime[Quoi ?] et questionnés dans les possibles inégalités qu'ils génèrent.

#### États-Unis
En 1989, Gay & Lesbian Urban Explorers (GLUE) a développé un programme de safe spaces. Lors de ses manifestations, incluant notamment des ateliers anti-homophobie, l'organisation distribuait des aimants avec un triangle rose inversé entouré d'un cercle vert pour « symboliser l'acceptation universelle », encourageant « les alliés » à afficher les aimants pour soutenir les droits des homosexuels et pour indiquer que leurs lieux de travail étaient des espaces exempts d'homophobie ».
Advocates for Youth déclare sur son site web qu'un safe space est « un endroit où chacun peut se détendre et pleinement s'exprimer, sans peur de se sentir mal à l'aise, importun ou contesté en raison de son sexe biologique, sa race ou son origine ethnique, son orientation sexuelle, son identité de genre, sa culture, son âge ou ses capacités physiques ou mentales; un endroit où les règles préservent le respect de soi, la dignité et les sentiments de chacun et encouragent fortement le respect de l'autre ». En général, les personnes ou institutions qui supportent un safe space pour les étudiants et les employés LGBT peuvent offrir à leurs employés des formations sur la diversité; inclure leur appartenance à un espace sécurisé dans leur mission d'entreprise, élaborer et publier un énoncé de valeur dans le bureau de l'organisation, en ligne, ou sur des documents imprimés, ou, s'ils font partie d'une coalition, encourager la coalition à inclure leur appartenance à un safe space dans sa mission et ses valeurs.
Toutefois, certaines personnes considèrent la culture du safe space comme une violation du Premier amendement et comme un mécanisme permettant de se replier face à des opinions qui diffèrent des siennes.

#### Royaume-Uni
Début 2015, la multiplication des safe spaces dans les universités du Royaume-Uni a suscité la controverse, ceux-ci étant accusés d'être utilisés pour limiter la liberté de parole et des points de vue politiques divergents.
En avril 2016, l'expulsion d'un safe space d'une membre appartenant à une association étudiante de l'université d’Édimbourg a été soumise à un vote, après que cette personne ait enfreint une règle interdisant les « gestuelles de désaccord ». Le vote s'est conclu en sa faveur. Elle avait agité ses bras en signe de dégoût à la suite d'une accusation faite contre elle par un autre membre.
En septembre 2016, la première ministre britannique Theresa May a interpellé les universités concernant leur politique de mise en œuvre des safe spaces, s'inquiétant que l'auto-censure puisse restreindre la liberté de parole sur les campus. Elle a déclaré qu'il était « tout à fait extraordinaire » pour les universités d'interdire la discussion de certains sujets qui pourraient être choquant. Elle a averti qu'étouffer la liberté d'expression pourrait avoir un impact négatif sur le succès économique et social de la Grande-Bretagne.

## Critiques
Judith Shulevitz, journaliste au New York Times, a fait une distinction entre les réunions où les participants consentent mutuellement à garantir un espace sécurisé, et les tentatives de transformer des dortoirs entiers ou des journaux d'étudiants en safe spaces. Selon Shulevitz, ces dernières tentatives sont une conséquence logique des premières : « une fois que vous désignez certains espaces comme sûrs, vous laissez entendre que les autres sont dangereux. Il s'ensuit qu'ils devraient être rendus plus sûrs ». Le même article a donné l'exemple d'un safe space à l'université Brown créé quand la féministe libertaire Wendy McElroy, connue pour avoir critiqué le terme de « culture du viol », est venue y donner un discours : « Ce safe space, Mme Byron a expliqué, visait à donner à des personnes qui pourraient trouver des commentaires « troublants » ou « choquants » un endroit pour récupérer[Quoi ?]. La pièce était équipée avec des cookies (des biscuits), des livres de coloriage, des bulles, de la pâte à modeler, de la musique apaisante, des oreillers, des couvertures et une vidéo de chiots, ainsi que des étudiants et des membres du personnel formés pour faire face à un traumatisme ». Les critiques ont accusé l'université de traiter les étudiants comme des bébés,.
Le journaliste Conor Friedersdorf a critiqué l'utilisation de safe spaces à l'extérieur pour bloquer la couverture médiatique des manifestations étudiantes. Selon Friedersdorf, de telles utilisations sont en contradiction avec le but des safe spaces. « Ce comportement est une sorte d'appât à sécurité : recourir à l'intimidation ou initier une agression physique pour violer les droits d'autrui, puis agir comme si votre cible vous rend peu sûr ».
Milo Yiannopoulos, journaliste britannique et orateur public conservateur, a parlé à plusieurs reprises des safe spaces, en avançant qu'ils constituaient une menace à la liberté d'expression et pour la restriction de l'éducation. Son point de vue est supporté par d'autres conservateurs tels que Christina Hoff Sommers et Steven Crowder[réf. nécessaire]. D'autres personnalités non conservatrices sont également critiques envers la notion de safe space. L'acteur britannique et écrivain Stephen Fry a qualifié les safe spaces et les trigger warnings comme infantilisant et potentiellement érodant la liberté d'expression. Or, la perception du concept de censure au sein même de la société change pour chaque personne, selon la mesure dans laquelle leurs valeurs correspondent à la culture du groupe dominant. Cette théorie a été confirmée à l’aide d’une étude impliquant 2500 universitaires provenant de plus de 100 pays différents. Les résultats de cette enquête montrent que, dans les sociétés postindustrielles majoritairement libérales, les universitaires de droite sont davantage portés à considérer la culture de l’annulation comme négative. Au contraire, dans les sociétés en développement, caractérisées par des cultures plus traditionnelles, les universitaires de gauche sont ceux qui énoncent cette opinion. Ces résultats présentent un effet pervers sur la société : les étudiants des universités seront moins portés à prendre la parole et à défendre leurs opinions s’ils croient qu’elles ne seront pas partagées par leurs collègues et par la société à laquelle ils appartiennent,.
Le safe space est un environnement où les groupes marginalisés sont protégés des opinions adverses. Parfois, au sein de ces communautés, le safe space crée un prétexte pour réfuter les opinions opposées aux leurs. Ce phénomène alimente également une forme de culture de l’annulation.
La série animée comique South Park a fait un épisode satirique sur les safe spaces.